# 岡本連一郎
岡本 連一郎（おかもと れんいちろう、1878年（明治11年）1月21日 - 1934年（昭和9年）2月23日）は、日本の陸軍軍人。最終階級は陸軍中将。

## 経歴
和歌山県出身。岡本連之進の長男として生まれる。1897年（明治30年）11月、陸軍士官学校（9期）を卒業。翌1898年（明治31年）6月、歩兵少尉に任官し歩兵第27連隊付となる。1909年（明治42年）12月、陸軍大学校（21期）を優等で卒業。
歩兵第61連隊中隊長、陸軍省軍務局課員、歩兵第65連隊付、イギリス駐在、アメリカ駐在、歩兵第23連隊大隊長、陸軍歩兵学校教官などを経て、1918年（大正7年）10月、陸軍大佐に進級し陸大教官に就任。翌1919年（大正8年）2月、アメリカ出張、以後、参謀本部課長、イギリス大使館付武官を歴任し、1923年（大正12年）8月、陸軍少将に進級。
1925年（大正14年）5月、歩兵第9旅団長となり、参謀本部総務部長に異動し、1928年（昭和3年）3月、陸軍中将に昇進。1929年（昭和4年）8月、参謀次長に就任し、次いで近衛師団長となるが、1932年（昭和7年）2月に待命となり、翌月に予備役編入となった。

## 栄典
位階
- 1931年（昭和6年）1月16日 - 正四位[6]

勲章
- 1934年（昭和9年）2月22日、勲一等瑞宝章を受章。[要出典]